# Heckler & Koch P2A1
La P2A1 è una pistola di segnalazione a colpo singolo, usata anche spesso nel tiro a segno, prodotta dalla Heckler & Koch. Le munizioni sono costituite da bengala o fumogeni per segnalare la propria posizione.
L'intera arma è realizzata in polimeri ad eccezione della canna e della culatta che sono in acciaio.
Ha una gittata verticale di circa 300 metri e può essere caricata con munizioni da 25 o 26,5 mm, con tempo di segnalazione da 6 a 25 secondi.
È in dotazione all'Esercito tedesco, conosciuta con l'abbreviazione "SigPi" (Signalpistole, pistola di segnalazione).